# Guerra civil argentina entre 1848 y 1856
Desde 1814 en adelante, la República Argentina se había visto sacudida por una serie de guerras civiles, que enfrentaron al Partido Federal con el centralismo, generalmente identificado con los gobiernos porteños. Esta situación privó al país de un gobierno central – en forma casi permanente – desde 1820 en adelante.
Desde 1831, el sistema de organización estatal estaba determinado por la llamada Confederación Argentina, una laxa unión de estados provinciales, unidos por algunos pactos y tratados entre ellos. Desde 1835, el dominio real del país estuvo en manos del gobernador de la provincia de Buenos Aires, Juan Manuel de Rosas, munido además de la «suma del poder público»; es decir, una dictadura casi absoluta, en que la legislatura porteña jugaba un papel moderador muy poco visible.
En 1839, y en mayor medida a partir de 1840, una cruel guerra civil sacudió todo el país, afectando a todas y cada una de las provincias – algo que no había ocurrido en tal medida hasta ese momento – y costando miles de víctimas. Rosas logró vencer a sus enemigos, asegurando su predominio aún más acentuado que antes. Una campaña en el interior del «Chacho» Peñaloza y una larga rebelión de la provincia de Corrientes logró afectar a las provincias de Santa Fe y Entre Ríos, pero también fueron derrotados en 1847. Desde entonces, la Confederación gozó de una relativa paz.

## Conflictos en el interior antes de Caseros
En Mendoza hubo una revuelta en marzo de 1847 contra el gobernador, general Pedro Pascual Segura, promovida por el embajador de Rosas en Chile, Bernardo de Irigoyen; Segura debió renunciar, y en su lugar fue elegido Roque Mallea. Contra este se levantó uno de los antiguos oficiales de Aldao y jefe de la frontera sur de la provincia, Juan Antonio Rodríguez, en febrero de 1848. El general Nazario Benavídez, gobernador de la provincia de San Juan, organizó rápidamente tropas de las tres provincias cuyanas y avanzó a su encuentro, derrotándolo el 10 de marzo en Coihueco y fusilándolo a continuación.
En San Luis estalló una revolución en octubre de 1848, de resultas de la cual fue arrestado el gobernador Pablo Lucero; pero fue repuesto ocho días más tarde y mandó fusilar a algunos de los oficiales sublevados.
En julio de 1845 se levantó contra el gobernador riojano Hipólito Tello el comandante de Famatina, Vicente Mota. La legislatura convalidó el golpe y eligió gobernador a este. Su complicado gobierno duró hasta que fue derrocado por una revolución dirigida por el «Chacho» Peñaloza, recientemente regresado a su provincia, en marzo de 1848.
Manuel Vicente Bustos, verdadero organizador de la revuelta, fue nombrado gobernador. Tuvo relaciones muy tensas con Rosas, pero este terminó aceptándolo como federal; el ubicuo Bustos pasaría más tarde por urquicista y luego por mitrista. El principal peligro para su gobierno era el exgobernador Mota, que regresó desde Córdoba en septiembre, ingresando a su provincia por la zona de San Blas de los Sauces; allí fue derrotado por el Chacho, el 9 de septiembre, en el combate de los Sauces. En enero del año siguiente volvió Mota con un grupo armado a su provincia, pero una revolución en su apoyo fracasó. En diciembre de 1850, el coronel Andrés Ocampo intentó derrocar al gobernador, pero fue disuadido por el general Nicolás Dávila; cuando ya había renunciado a sublevarse, fue capturado por orden de Bustos y fusilado. Por último, a fines de julio de 1851, el exgobernador Mota intentó una nueva revolución, pero fue apresado y fusilado cerca de la capital de la provincia. Desde entonces, Bustos pudo continuar su gobierno en paz.
El mismo día que murió el caudillo santiagueño Juan Felipe Ibarra, en julio de 1851, fue elegido gobernador interino su pariente y socio Mauro Carranza. Este llamó a elecciones para reinstalar la legislatura, que no existía desde hacía quince años. Mientras Carranza organizaba su gobierno, Manuel Taboada, sobrino de Ibarra, organizó a todos los jóvenes descontentos con el largo gobierno de su tío, y con ellos armó una lista completa de candidatos a diputados. En las elecciones de septiembre, Taboada derrotó a Carranza. El gobernador declaró nulas las elecciones.
El después general Antonino Taboada organizó fuerzas militares con los gauchos del este de la provincia, y puso sitio a la capital. Cuatro días más tarde, Carranza huyó a Tucumán, a pedir ayuda al gobernador Celedonio Gutiérrez. A principios de octubre, Manuel Taboada asumía el gobierno.
Gutiérrez organizó sin apuro su ejército, pero antes de que pudiera moverse, se enteró de la invasión desde Bolivia del coronel unitario Juan Crisóstomo Álvarez. Se dedicó a repeler esa invasión.
De modo que Antonino Taboada no tuvo problemas para derrotar en dos batallas, en diciembre y enero, a los aliados de Carranza, Manuel Ibarra y Pío Achával.
Crisóstomo Álvarez había partido desde Copiapó, en Chile, con solo 193 hombres, aunque al llegar a territorio argentino logró aumentarlos a 300. Llegó a Santa María en enero de 1852, y de allí pasó a Tafí del Valle, donde derrotó a una pequeña partida federal; desde allí mandó una arrogante exigencia de renuncia al gobernador, amenazando con la muerte a los que no se rindieran, y asegurando que contaba con el apoyo de Urquiza. El coronel Espinosa lo derrotó en Vipos, pero de todas formas logró aproximarse a la capital, para después ocupar Monteros. Pocos días más tarde, el mismo Espinosa lo derrotó una vez más en Rincón del Manantial y lo hizo fusilar por orden de Gutiérrez, el 17 de febrero. Una semana después, llegaba a Tucumán la noticia de la batalla de Caseros, que hubiera evitado su muerte.
En 1848, el gobernador jujeño Mariano Iturbe intentó recuperar por la fuerza la ciudad de Orán y las villas de Iruya y Santa Victoria, que habían pasado de la jurisdicción jujeña a la de Salta; desistió ante la amenaza de Rosas de apoyar al gobierno salteño. En enero de 1849, Iturbe –que había ya sido reelecto varias veces –renunció a una nueva elección e hizo elegir a su amigo Pedro Castañeda. Este fue derrocado en el mes siguiente por el coronel Mariano Santibáñez, de trayectoria unitaria, pero fue repuesto en su cargo por presión del gobernador salteño Rufino Tamayo, que llegó a invadir la provincia.
El sucesor de Castañeda fue el unitario José López Villar, que reemplazó a varios funcionarios federales. En respuesta, el general Iturbe se sublevó en la Quebrada de Humahuaca y venció la débil resistencia del coronel Santibáñez, mientras el gobernador de Salta, José María Saravia, invadía la provincia desde el sur. Pese a que López Villar intentó salvar su gobierno nombrando a Iturbe comandante del ejército provincial, Saravia ocupó Jujuy e hizo elegir gobernador a Iturbe el 13 de septiembre de 1851. Ese mismo día fue mandado fusilar Santibáñez.

## Fin del bloqueo anglo-francés del Río de la Plata
Desde 1844, la ciudad de Montevideo estaba sitiada por el general Manuel Oribe, que controlaba casi todo el país y se consideraba presidente legal del Uruguay. Contaba con una valiosa ayuda material y militar de parte de Rosas, que incluía importantes fuerzas militares argentinas participando del sitio de Montevideo. No obstante, la ciudad resistió con ayuda del bloqueo anglo-francés del Río de la Plata; las fuerzas de Gran Bretaña y Francia bloqueaban el Río de la Plata e impedían los movimientos navales argentinos en apoyo de Oribe. La situación quedó, por consiguiente, en un punto muerto. Al menos, hasta que – en 1847 – se produjo la caída de la última resistencia contra Rosas en el interior de la Argentina.
Sin más aliados que los defensores de Montevideo, los ingleses dudaron de las posibilidades de vencer a Rosas. Como, al fin y al cabo, Rosas tenía buenas relaciones diplomáticas y comerciales con ellos, transaron en lo que pudieron, aceptaron lo poco que cedía Rosas y en noviembre de 1848 se firmó el Tratado Arana-Southern, por el que Inglaterra levantaba unilateralmente el bloqueo. El nuevo gobernante francés, Napoleón III, mantuvo todavía la postura de su antecesor un tiempo más, pero terminaría ordenando la firma del Tratado Arana-Lepredour, firmado en enero de 1850.
Los defensores de Montevideo estaban solos, y era evidente que la ciudad no resistiría mucho más. Para aumentar la presión sobre la ciudad sitiada, Rosas prohibió todo tipo de comercio con Montevideo, que se había tolerado hasta entonces. La ciudad quedó comercialmente bloqueada – aunque no por fuerzas navales.
Pero la prohibición trajo un problema inesperado: el principal beneficiario del comercio con Montevideo era el comercio entrerriano, y en particular el propio gobernador, general Justo José de Urquiza. Tocado en sus intereses materiales, pero también convencido de la necesidad de renovación política y de organización constitucional, y con varios antecedentes de ofrecimientos de alianzas de parte de los unitarios, Urquiza buscaba su oportunidad de forzar a Rosas a ceder. O de terminar con él.

## El Pronunciamiento
A fines de 1850, el Imperio del Brasil salió en defensa de Montevideo. La existencia de la República Oriental del Uruguay había sido hasta entonces la garantía de que podía contar con bases comerciales en el Río de la Plata, por lo que la caída de ésta en poder de un aliado de Rosas podía ser peligrosa para sus intereses.
Ante la actitud hostil del Imperio, Rosas se preparó para la guerra: envió tropas a Urquiza y lo nombró jefe de un "ejército de observación" para, eventualmente, tomar parte en una nueva guerra contra el Brasil. Pero Urquiza las aprovechó en provecho de sus planes.
Urquiza interpretó que Rosas abría un nuevo frente para seguir postergando la organización constitucional; se puso en contacto con los enviados del gobierno de Montevideo y del Imperio. Reafirmó la alianza con el gobernador de la provincia de Corrientes, Benjamín Virasoro, y ordenó la prisión y el fusilamiento del presidente del congreso provincial correntino. La preocupación principal de ambos era la de liberar el comercio fluvial y ultramarino, pero también reclamaban su participación en los ingresos de la Aduana de Buenos Aires.
Pero Urquiza no se movió hasta asegurarse la provisión de lo único que le faltaba: dinero. Y el encargado de proveérselo fue el Barón de Mauá, el banquero más importante del Brasil, cuyo emperador financió las campañas de Urquiza.
El 1 de mayo de 1851, Urquiza lanzó en Paraná su "Pronunciamiento" contra Rosas: la legislatura entrerriana aceptó las repetidas renuncias de Rosas a la gobernación de Buenos Aires y a seguir haciéndose cargo de las relaciones exteriores. Reasumió el manejo de la política exterior y de guerra de la provincia. Por último, reemplazó de los documentos el ya familiar "¡Mueran los salvajes unitarios!", por la frase "¡Mueran los enemigos de la organización nacional!"
Unos pocos días más tarde, Corrientes imitó las leyes de Entre Ríos.
La prensa porteña reaccionó indignada por esta "traición"; todos los demás gobernadores lanzaron anatemas y amenazas públicas contra el "loco, traidor, salvaje unitario Urquiza." En los meses siguientes, la mayor parte de ellos hizo nombrar a Rosas "Jefe Supremo de la Nación", esto es, un presidente sin título de tal, ni congreso que lo controlara. Pero ninguno se movió en su defensa.
Rosas mismo reaccionó con una lentitud poco habitual en él; los años lo habían convertido en un eficiente burócrata, pero ya había perdido la capacidad de sopesar los problemas y reaccionar ante ellos. Simplemente esperó.

## Campaña al Uruguay
A fines de mayo se firmó un tratado entre Entre Ríos, el gobierno de Montevideo y el Imperio del Brasil, que acordaba una alianza para expulsar al general Manuel Oribe del Uruguay, llamar a elecciones libres en todo ese país y,  si – como era de esperarse – Rosas declaraba la guerra a una de las partes, unirse para atacarlo.
Como primer paso de su plan estratégico, ingresó con los ejércitos correntinos – al mando de José Antonio Virasoro – y entrerrianos a territorio uruguayo en el mes de julio. En total, llevaba más de 6.000 hombres. Con él venía el general Eugenio Garzón, enemigo de Oribe desde poco antes de Arroyo Grande, y a él se fueron pasando los ejércitos "blancos" orientales.
Simultáneamente, por el norte del país ingresaron tropas brasileñas. En respuesta, Rosas declaró la guerra al Brasil.
No hubo guerra: Oribe quedó prácticamente solo, defendido únicamente por las fuerzas porteñas. Y éstas no tenían instrucciones adecuadas sobre lo que tenían que hacer. De modo que Urquiza y Oribe firmaron un pacto el 8 de octubre, por el que se levantaba el sitio. Oribe se renunció y se alejó de la ciudad sin ser hostilizado; a cambio, el gobierno de todo el país, incluida Montevideo, sería asumido por el general Garzón. Este nunca llegó a asumir la prometida presidencia, ya que falleció poco después. En su lugar fue nombrado Juan Francisco Giró.
La ayuda brasileña se pagó cara: el Imperio forzó al nuevo gobierno a aceptar tratados por los cuales el Uruguay cedía una gran franja de territorio en el norte del país; ese territorio estaba ocupado por ganaderos brasileños, protegidos por fuerzas brasileñas, pero hasta entonces era reconocido como parte del Uruguay. Además, el Uruguay reconocía al Brasil como garante de la independencia, del orden y de las instituciones uruguayas; el Imperio se aseguraba el derecho de intervenir en la política interna de su vecino sin ningún control externo.
Urquiza permitió a los jefes porteños embarcarse hacia Buenos Aires, dando a entender que sus tropas los seguirían. Pero los oficiales fueron alejados de la costa por los buques ingleses y las tropas porteñas fueron incorporadas a la fuerza al ejército de Urquiza, bajo el mando de oficiales unitarios. Desde entonces, sus fuerzas pasaron a llamarse Ejército Grande.

## Campaña del Ejército Grande
A fines de octubre, Urquiza estaba de vuelta en Entre Ríos. Durante su ausencia, el coronel Hilario Lagos había salido de Entre Ríos con las tropas que allí tenía Rosas.
A fines de noviembre, el Brasil, el Uruguay y las provincias de Entre Ríos y Corrientes declararon la guerra a Rosas. El Imperio concedía un crédito de cien mil "patacones" (reales) para financiar la guerra, cifra que se reconocía como deuda de la Nación Argentina.
Tras reunir y adiestrar sus fuerzas en Gualeguaychú, el Ejército Grande se concentró en Diamante, puerto de Punta Gorda. Desde allí, las tropas fueron cruzando el Paraná desde la víspera de Navidad hasta el día de Reyes de 1852. Las tropas de infantería y los pertrechos de artillería cruzaron en buques militares brasileños, mientras la caballería cruzó a nado.
Desembarcaron en Coronda, a mitad de camino entre Rosario y Santa Fe. El gobernador Echagüe abandonó con sus fuerzas la capital, para enfrentar al ejército enemigo y contactar al general Pacheco, que tenía su división en San Nicolás de los Arroyos. Pero las tropas santafesinas se sublevaron; rápidamente, Urquiza envió hacia allí a Domingo Crespo, que asumió como gobernador. Las tropas rosarinas de Mansilla se sublevaron y se pasaron a Urquiza, de modo que – con lo que les quedaba – Echagüe, Pacheco y Mansilla debieron retroceder hacia el sur. La provincia de Santa Fe había sido tomada tan pacíficamente como el Uruguay, y Juan Pablo López se puso al mando de los santafesinos unidos al Ejército Grande.
En camino hacia Buenos Aires, un regimiento entero se pasó a las fuerzas de Buenos Aires, asesinando a su jefe, el coronel unitario Pedro León Aquino, y a todos sus oficiales; eran de las fuerzas porteñas que habían sido obligadas a unirse a Urquiza en Montevideo.
Rosas nombró a Pacheco jefe del ejército provincial, pero luego dio órdenes contradictorias a Hilario Lagos, sin informar al general. El gobernador se instaló en su campamento de Santos Lugares, dando órdenes burocráticas y sin decidir nada útil. Pacheco, cansado de un jefe que arruinaba sus esfuerzos, renunció al mando del ejército y se retiró a su estancia sin esperar respuesta.
De modo que Rosas asumió personalmente el mando de su ejército; fue una pésima elección, ya que – si bien era un gran político y organizador – no era en absoluto un general capaz. No maniobró para elegir un campo de batalla, ni se retiró hacia la capital a esperar un sitio; simplemente esperó. Su única avanzada, al mando de Lagos, fue derrotada en los "campos de Álvarez" el 29 de enero.

## Caseros
El Ejército Grande tenía 24 mil hombres, mientras Rosas tenía 23 mil; no había gran diferencia en el armamento, en que tal vez era ligeramente superior el ejército porteño. Pero, si Rosas contaba con algunos jefes expertos y capaces, como Lagos, Jerónimo Costa, Martiniano Chilavert y Pedro José Díaz, sus tropas eran en general ancianos y jovencitos. Y su jefe era Rosas, que no se podía medir con Urquiza.
Del lado de Urquiza combatieron jefes capaces como el brasileño Duque de Caxias, César Díaz, José María Pirán, José Domingo Ábalos, Miguel Galarza y Manuel Urdinarrain, mezclados con otros que no lo eran tanto, como los  impetuosos Lamadrid, Juan Pablo López, Anacleto Medina y Bartolomé Mitre. El jefe de Estado mayor del Ejército Grande era Benjamín Virasoro.
La Batalla de Caseros duró desde las nueve de la mañana hasta las tres de la tarde del 3 de febrero de 1852. Diversas fuentes difieren enormemente en el relato de la misma, ya que el enorme tamaño del frente de combate hizo que nadie supiera exactamente qué pasaba en todo el mismo. De hecho, fue la batalla más grande de la historia de Sudamérica por el número de combatientes; en cambio, las fuentes citan cifras muy variables de bajas de cada lado.
A pesar de la firme resistencia que opusieron Chilavert y Pedro Díaz con su artillería e infantería, el grueso del ejército de Rosas abandonó el campo sin casi combatir. Rosas se retiró cuando ya todo estaba perdido, y en el camino hacia la ciudad escribió su renuncia. Se asiló en la embajada inglesa y se embarcó en secreto hacia Gran Bretaña, de donde nunca regresaría.

## Después de Caseros
Buenos Aires quedó sumida en la confusión, y las tropas de ambos bandos saquearon las casas y comercios. Mientras tanto, las tropas de Urquiza ejecutaban a los coroneles Martín Santa Coloma y Chilavert.
Urquiza ocupó la quinta de Rosas en Palermo, y dos días más tarde nombró gobernador a Vicente López y Planes. Este nombró su ministro de gobierno a Valentín Alsina, líder de los unitarios exiliados en Montevideo. Junto con este, llegaron a Buenos Aires Domingo Faustino Sarmiento, Vicente Fidel López, Juan María Gutiérrez y otros exiliados. En los meses siguientes también llegarían el general Paz y muchos otros.
El 20 de febrero, aniversario de la batalla de Ituzaingó, las tropas brasileñas y urquicistas desfilaron por Buenos Aires.
Poco después se inició una puja entre federales y unitarios; éstos pretendían imponer al país la supremacía porteña, la misma que había defendido Rosas, solo que con una tinte liberal. En las elecciones para una nueva legislatura, triunfaron los unitarios; pero la nueva legislatura confirmó como gobernador a Vicente López.
Muchos de los gobernadores fueron derrocados: en Jujuy, Iturbe fue derrocado y fusilado. En Salta, José Manuel Saravia al menos salvó la vida. En Córdoba, un motín de cuartel derrocó a "Quebracho" López, y en Mendoza, el general Segura regresó al gobierno sin mayor problema.
Urquiza invitó a las demás provincias a una reunión a celebrarse en San Nicolás de los Arroyos. Ésta se realizó en los últimos días de mayo, y de ella surgió el Acuerdo de San Nicolás: se convocaba a un Congreso General Constituyente, que debía sancionar una constitución que tuviera en cuenta los pactos que hasta entonces habían unido a las provincias. Por otro lado, se otorgaba a Urquiza el cargo de Director Provisorio de la Confederación.
Mientras estaban reunidos allí, los gobernadores de Tucumán y San Juan, Gutiérrez y Benavídez, fueron derrocados en ausencia. Benavídez no tuvo problemas en recuperar el gobierno, pero Gutiérrez debería hacerlo por la fuerza. Unos meses más tarde, también el correntino Virasoro sería derrocado para ser reemplazado por el ministro de Urquiza, Juan Pujol.
Solo cuatro gobernadores continuaron sus mandatos después de 1852: Taboada en Santiago del Estero y Bustos en La Rioja, que se pasaron visiblemente de bando (y nueve años más tarde se pasarían a los vencedores de Pavón). Los otros dos que conservaron sus gobiernos fueron Lucero, en San Luis, y el propio Urquiza.

## La rebelión porteña
Los dirigentes unitarios de la legislatura porteña decidieron rechazar el Acuerdo de San Nicolás, ya que se oponían a cualquier organización nacional que no fuera controlada por Buenos Aires. El Acuerdo establecía que cada provincia estaría representada por dos diputados, contradiciendo la estrategia clásica de los porteños, de defender la representación proporcional, que les daba un amplio predominio. Por otro lado, los porteños habían controlado todas las asambleas constituyentes porque éstas se habían reunido en Buenos Aires.
Usaron la excusa de que López lo había firmado sin su autorización, y luego en que los poderes concedidos a Urquiza eran excesivos. Bartolomé Mitre dirigió los discursos, y la legislatura rechazó el Acuerdo.
Urquiza ocupó la ciudad con su ejército, disolvió la Sala, cerró los periódicos opositores, y deportó a Mitre, Alsina y varios dirigentes más. De inmediato ocupó la gobernación; era la primera intervención federal de nuestra historia.
La oposición quedó desarticulada, pero se preparó para cuando Urquiza abandonara la ciudad. Eso se produjo en septiembre; el 11 de septiembre estalló una revolución contra el gobernador delegado, general José Miguel Galán, que debió abandonar precipitadamente la provincia. La legislatura disuelta se reunió y eligió gobernador a Alsina.
De inmediato organizaron dos ejércitos: uno, al mando del general Paz, se estableció en San Nicolás. Paz pidió permiso para viajar al interior a convencer a los demás gobernadores de la postura porteña, pero le fue negado. De modo que organizó una invasión a Santa Fe.
El otro ejército se dividió en dos cuerpos: uno al mando de Juan Madariaga y el otro de Manuel Hornos. Con la excusa de devolver sus tropas a Corrientes, invadieron Entre Ríos y avanzaron hacia el interior. Una vez repuestas de su sorpresa, las tropas entrerrianas derrotaron completamente a Hornos cerca de Concepción del Uruguay. Madariaga fue derrotado aún más fácilmente cerca de Paraná y debió reembarcarse. Hornos llegó hasta Corrientes, donde exigió ayuda al gobernador Pujol, pero este lo desarmó y lo expulsó del país.

## El sitio de Buenos Aires
La mayor parte de los oficiales de campaña de Buenos Aires eran excolaboradores de Rosas. Casi todos ellos pusieron de acuerdo en enfrentar al gobierno porteño, dominado por los unitarios: a fines de noviembre, los coroneles Hilario Lagos, Ramón Bustos, José María Flores y Jerónimo Costa se rebelaron y atacaron la capital. Fueron rechazados por la enérgica reacción dirigida por Mitre.
De modo que Lagos puso sitio a Buenos Aires. Por esos mismos días comenzaba a sesionar la Convención Constituyente de Santa Fe, que sancionaría la Constitución Argentina de 1853. En los primeros días de 1853, el gobierno porteño intentó sublevar el interior de la provincia en su favor, por medio de una campaña dirigida por Pedro Rosas y Belgrano; pero las fuerzas de este fueron destruidas en la batalla de San Gregorio. Lagos, Flores y Costa fueron ascendidos a generales, y Urquiza se unió al sitio de Buenos Aires.
Pero los federales no tenían recursos económicos, y la prolongación del sitio hizo caer rápidamente la moral de los soldados. La pequeña flota de Urquiza logró bloquear la ciudad, pero al poco tiempo su comandante John Halstead Coe, norteamericano, fue sobornado para entregar la escuadra a los porteños. Y el general Flores los abandonó, desembarcando en el norte de la provincia y comenzando a reunir disidentes contra Lagos. De modo que Urquiza levantó el sitio en junio de 1853 y se retiró a Rosario.
Desde entonces, el Estado de Buenos Aires permaneció separado de la Confederación Argentina. Sancionó su propia constitución, que dejaba abierta la posibilidad para una independencia definitiva.

## Guerra civil en el norte
Celedonio Gutiérrez no aceptó pasivamente su derrota y se dirigió a Tucumán, esquivando el intento de Antonino Taboada de asesinarlo. Reunió una pequeña fuerza adicta, pero fue derrotado y se retiró a Catamarca. Su gobernador Pedro José Segura firmó con Taboada y Manuel Espinosa –de Tucumán– un tratado de paz, comprometiéndose a desarmar a Gutiérrez. Pero Gutiérrez organizó desde Catamarca una revolución contra Espinosa, que fue derrocado en enero de 1853, y regresó a su provincia.
Antonino Taboada invadió Tucumán para reponer a Espinosa, pero ambos fueron vencidos por Gutiérrez en febrero de 1853, en el combate de Arroyo del Rey, en que Espinosa perdió la vida. 
Taboada dirigió desde entonces partidas de bandoleros a atacar a Tucumán, para debilitar a Gutiérrez. De esas partidas formaba parte un caudillo tucumano, el cura de Monteros, José María del Campo, uno de los diputados que había elegido a Espinosa. Mientras tanto, animado por el éxito de Gutiérrez, Manuel Saravia intentó regresar a Salta, pero fue vencido por el coronel Aniceto Latorre el 27 de agosto.
Gutiérrez perdió la paciencia, y en octubre invadió Santiago del Estero sin encontrar resistencia y ocupando la capital. Pero a sus espaldas, Taboada había ocupado San Miguel de Tucumán, nombrando gobernador al cura Campo.
De modo que Gutiérrez debió retroceder hacia su provincia; de camino fue derrotado por los unitarios en el combate de Río Hondo. Otro jefe unitario, el sanjuanino Anselmo Rojo, derrotó a los federales en la batalla de Tacanitas, en octubre. De todos modos, Gutiérrez ocupó la capital de su provincia, mientras Campo ocupaba el sur de la misma.
Gutiérrez pidió la mediación de Urquiza, pero este había delegado el gobierno en Salvador María del Carril, unitario de larga trayectoria. Lo primero que este hizo fue felicitar a Campo por su elección; a continuación envió dos unitarios a "mediar" entre este y Gutiérrez. Como era de esperar, Wenceslao Paunero y Marcos Paz exigieron al jefe federal que se retirara, y ante su negativa lo acusaron de haber querido asesinarlos.
De modo que Campo y Taboada atacaron a Gutiérrez el día de Navidad de ese año de 1853, derrotándolo. Gutiérrez se exilió en Bolivia y Campo ocupó el gobierno, persiguiendo a los federales con prisiones y ejecuciones.
Como resultado de esta guerra, ni Santiago del Estero ni Tucumán participaron en las elecciones para presidente ese año.
Desde entonces, Manuel Taboada dirigió en el noroeste argentino una alianza de gobiernos "liberales" – es decir, de antiguos unitarios –en Tucumán, Salta y Santiago. Se aseguraron, además, que en Salta y Tucumán hubiera varios jefes liberales, peleándose entre ellos, de modo que Taboada quedaba como el jefe indiscutido del grupo. Como un ejemplo de este tipo de conflicto entre liberales, el cura Campo y los miembros de la familia Posse dirigieron en junio de 1856 una revolución contra el nuevo gobernador Anselmo Rojo, que fracasó.
Durante el resto de la década, estos gobiernos fueron opositores al gobierno de Urquiza, sin declararse en su contra, pero indudablemente aliados del gobierno de Buenos Aires.

## Invasiones federales en Buenos Aires
La mayor parte de los federales porteños, en particular los comprometidos con el sitio de Lagos, emigraron a Paraná, Rosario o Montevideo. Desde allí planearon regresar por medio de una invasión. El primer intento lo dirigió Lagos, en enero de 1854. Esperaba que las fuerzas de campaña se pasaran a su ejército, pero eso no se produjo; debió evacuar la provincia a los pocos días.
En noviembre de ese mismo año, el general Costa avanzó desde Rosario al frente de 600 hombres. Pero el general Hornos le salió al encuentro y lo derrotó en la batalla de El Tala, obligándolo a retirarse.
En diciembre de 1855 hubo un nuevo intento, más elaborado: el general José María Flores desembarcó en Ensenada, mientras Costa lo hacía cerca de Zárate, con menos de 200 hombres.
Al saber de la invasión que se proyectaba, el gobernador Pastor Obligado había dictado la pena de muerte para todos los oficiales implicados – declarándolos bandidos, para no tener que respetarlos como a enemigos –y había ordenado su fusilamiento sin juicio.
Flores avanzó hacia el interior de la provincia, pero el coronel Emilio Conesa maniobró para impedir que se uniera a Costa. De modo que debió retirarse a Santa Fe. Insólitamente, Costa no lo siguió, sino que avanzó hacia Buenos Aires con sus escasas tropas. El 31 de enero de 1856 fue derrotado por Conesa en el combate de Villamayor, cerca de San Justo. La mayor parte de los soldados fueron muertos cuando se rendían, y los oficiales fueron fusilados dos días más tarde.
La matanza de Villamayor obligó a Urquiza a ser más prudente en el control de sus aliados porteños. Pese al reclamo de los federales por venganza, justamente sirvió para que Buenos Aires y la Confederación firmaran una paz. Una paz por demás endeble, pero al menos no hubo más luchas por unos años.